# 山城乡
山城乡，是中华人民共和国甘肃省庆阳市环县下辖的一个乡镇级行政单位。山城堡战役旧址位于此地。

## 行政区划
山城乡下辖以下地区：
八里铺村、冯家沟村、郝掌村、山城堡村、王山子村、谢庄村、薛原村、寨柯村和赵庄村。